# Aloe macrocarpa
Aloe macrocarpa é uma espécie de liliopsida do gênero Aloe, pertencente à família Asphodelaceae.